# Nauka (módulo ISS)
El Naúka (en ruso: Нау́ка, lit. 'Ciencia'), también conocido como el Módulo Laboratorio Multipropósito-Mejorado o (MLM-U, por sus siglas en inglés de Multipurpose Laboratory Module-Upgrade) (en ruso: Многофункциональный лабораторный модуль, усоверше́нствованный o МЛМ-у) o simplemente Módulo Laboratorio Multipropósito, es un componente de la Estación Espacial Internacional (EEI) financiado por la Roscosmos. En los planes originales de la EEI, Nauka usaría la ubicación del Módulo de Atraque y Almacenamiento (DSM) pero más tarde el DSM fue sustituido por el Rassvet y el Nauka trasladado desde el puerto nadir del Zaryá al del Zvezdá. El módulo que ocupaba dicho puerto, el Pirs, fue desacoplado y desorbitado días antes el 26 de julio de 2021 en previsión de la llegada del Nauka.
El lanzamiento del Nauka, planeado inicialmente para 2007, fue retrasado en repetidas ocasiones por varias razones diferentes. A fecha de mayo de 2020 estaba planeado su lanzamiento en el segundo cuarto de 2021, momento en el que la garantía de algunos de los sistemas del módulo se terminaría. Finalmente, el Nauka fue lanzado el 21 de julio de 2021 a las 14:58 UTC y se acopló a la EEI el 29 de julio a las 13:25 UTC.

## Plan original
En los años 90 los planes del Segmento Orbital Ruso de la Estación Espacial Internacional incluían varios módulos de investigación adyacentes al Zaryá y Zvezdá. En estos planes,el complejo del Universal Docking Module (UDM), actualmente cancelado, y los Módulos de Investigación Rusos recién desarrollados estarían acoplados al puerto nadir del Zvezda – el UDM se basaría en el Bloque de Carga Funcional FGB-2. Dicho FGB-2 se había construido como un repuesto del módulo FGB del Zaryá y su construcción se había detenido estando un 70% completado a finales de los 90.

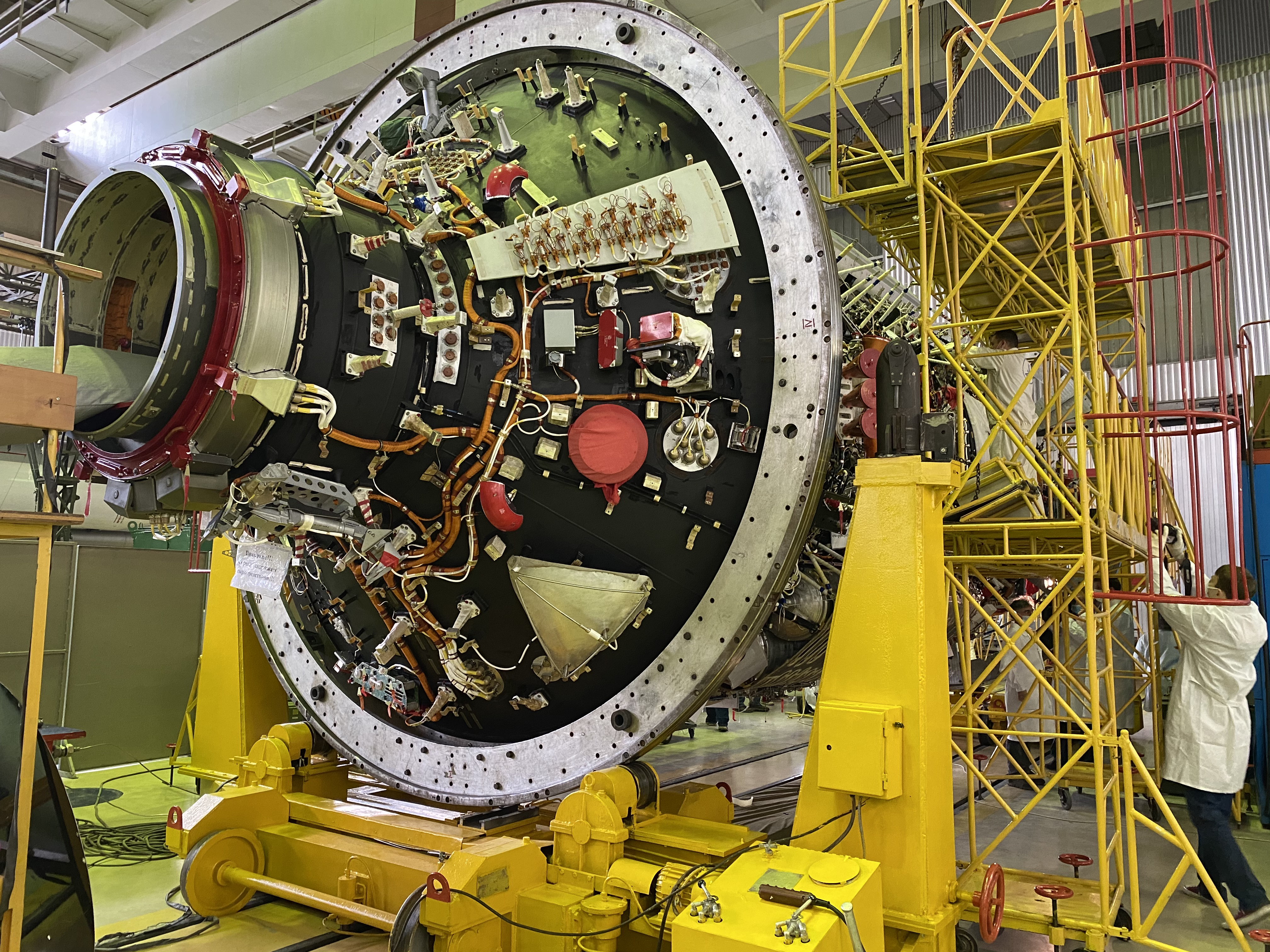
El módulo Nauka en la fábrica de Khrunichev

Los planes cambiaron a principio de los 2000. En agosto de 2004 se decidió la construcción del Nauka basándose en el FGB-2. Durante ese tiempo hubo una propuesta alternativa para el Nauka por parte de RKK Energia, basada en el Módulo de Entretenimiento y Estudio, que sería financiada conjuntamente por RKK Energia y SPACEHAB.
A finales de 2005, la Agencia Espacial Europea (ESA) acordó con Roscosmos que el Brazo Robótico Europeo sería lanzado junto con el Nauka, acoplado en su superficie para ser desplegado más tarde en el espacio. Una junta de repuesto para el brazo fue lanzada junto con el Rassvet in 2010.

## Desarrollo

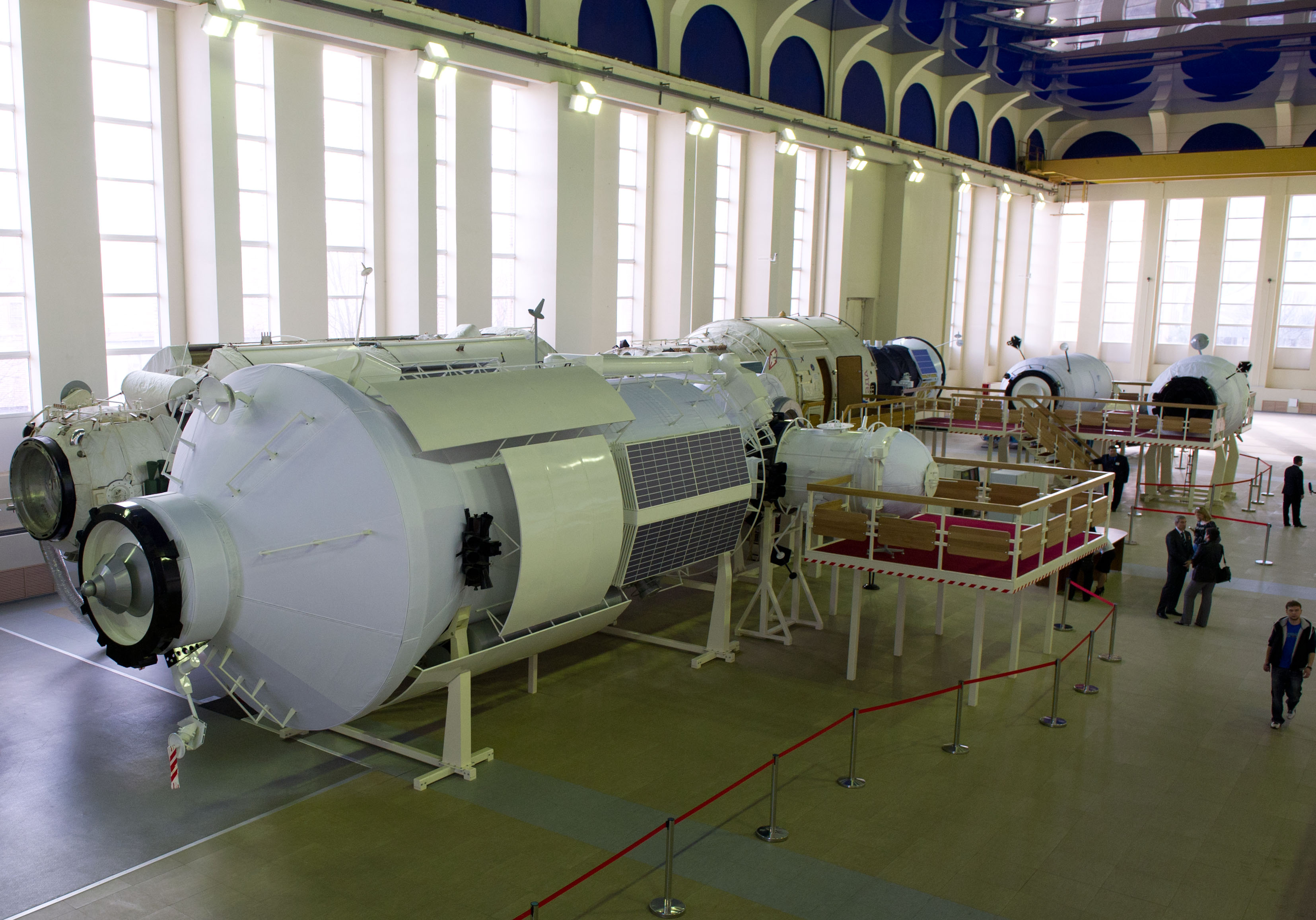
Maqueta de entrenamiento del Nauka en el Centro de Entrenamiento de Cosmonautas Gagarin en abril de 2012.

### Objetivos iniciales de lanzamiento
En 2004, Roscosmos declaró que el Nauka estaría listo para el lanzamiento en 2007 a bordo de un cohete Protón ruso. Aun así, en noviembre de 2006, un informe de la ESA mencionó que Roscosmos estaba negociando con el resto de socios de la EEI el retraso del lanzamiento hasta finales de 2008. El proyecto del Nauka fue retrasado más tarde al 2009. En octubre de 2011 se informó de que el Nauka sería lanzado a finales de 2013. En mayo de 2012 se retrasó de nuevo, esta vez a 2014. La siguiente fecha planeada era abril de 2014, según Vitaly Lopota, presidente de RKK Energia.
El 25 de octubre de 2013, Parabolic Arc reportaba que el Nauka tenía problemas y había fallado las pruebas de aceptación de RKK Energia. Entre los problemas encontrados en el sistema de propulsión se incluía una válvula de repostaje que tenía filtraciones y que debía ser reemplazada lo que implicaría una larga limpieza. El módulo sería retornado a Khrunichev para unas reparaciones que llevarían otros 12 a 18 meses. El 27 de noviembre de 2013 se publicó que Roscosmos había informado a la NASA que el lanzamiento sería pospuesto hasta mínimo 2015.

### Retrasos sucesivos
En abril de 2014 se reveló que la fecha de lanzamiento se había retrasado a febrero de 2017 debido a la necesidad de fabricar un nuevo sistema de propulsión para sustituir al existente por falta de garantía. Además, una válvula de combustible con filtraciones había dañado los tubos externos forzando su sustitución.
A fecha de noviembre de 2016, la fecha de lanzamiento ya se había trasladado a mediados de 2018. En diciembre de 2017 se retrasó aún más, hasta marzo de 2019, antes de que se confirmase la fecha de lanzamiento de 20 de diciembre de 2018.

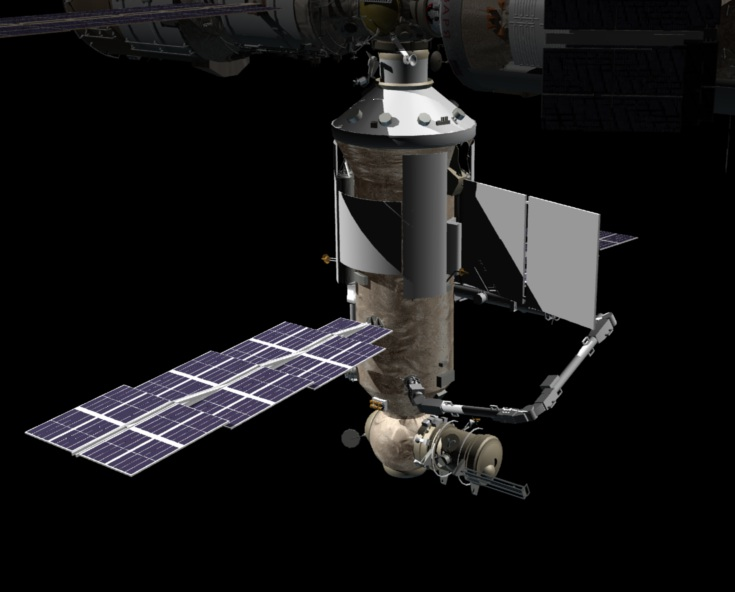
Renderizado del MLM Nauka

En agosto de 2018, el director de Roscosmos, Dmitry Rogozin, anunció una nueva fecha de lanzamiento de noviembre de 2019. A pesar de esto, en 2017 se detectó que los tanques de propelente estaban contaminados con polvo metálico y necesitarían reparaciones trasladándose la fecha de lanzamiento a junio de 2020. Esta fecha tampoco se pudo cumplir debido a la necesidad de cambiar los tanques de combustible, tarea que recayó sobre NPO Lavochkin que produciría unos tanques de un solo uso basados en la etapa superior Fregat. La producción de este nuevo sistema de combustible y su instalación en el Nauka así como las pruebas necesarias retrasaron el lanzamiento a algún momento después de 2020.
El 17 de octubre de 2019, TASS publicó información sobre la reparación exitosa de los tanques originales descartándose finalmente los tanques de un solo uso. Como resultado se confirmó una fecha de lanzamiento de noviembre de 2019.
El 14 de noviembre de 2019 los rusos informaron a la Agencia Espacial Europea de que el lanzamiento sería pospuesto al menos otros tres meses.

### Retrasos durante el Covid-19
El 23 de enero de 2020, TASS informó que la salida del módulo se pospondría hasta finales de marzo de 2020 para permitir el reemplazo de válvulas de los tanques de combustible. El 4 de febrero de 2020, Dmitry Rogozin dijo que Nauka necesitaría más pruebas debido a la caducidad de la garantía de algunos componentes. Dichas pruebas solo se podían hacer en Moscú y no en Kazajistán, retrasando el lanzamiento aun más. Se esperaba que se completasen las pruebas para mayo de 2020. El 21 de febrero de 2020 la fabricación del cohete Protón terminón y las etapas fueron enviadas a Baikonur. El 2 de abril de 2020, TASS informó que las reparaciones en las válvulas habían sido completadas pero que los sistemas del módulo aún no habían pasado las pruebas necesarias para ser enviado a Baikonur. Esto retrasó la salida a finales de mayo de 2020. Debido a las preocupaciones por el nuevo coronavirus, los trabajos se suspendieron hasta el 15 de abril de 2020 pero las pruebas fueron realizadas por un mínimo de trabajadores hasta que el resto se reincorporasen..
A pesar del coronavirus, el trabajo no paró y el equipo consiguió terminar a tiempo para enviar el Nauka a Energia según lo planeado para las pruebas en vacío que duraron un mes. La salida del módulo estaba planeada para la última semana de junio o la primera de julio. Nauka se encontró con más retrasos debido al coronavirus en julio reiniciándose los trabajos el 31 de julio de 2020. Nauka fue enviado el 10 de agosto de 2020 a Baikonur. El 19 de agosto el tren que llevaba el módulo llegó a Baikonur y fue descargado en la zona 254. Los trabajos incluían instalar los nuevos tanques, el Brazo Robótico Europeo, los paneles solares y colocar el Nauka en el interior de la cofia antes de unirlo al cohete Protón.
En la mañana del 21 de agosto de 2020, Nauka fue llevado a las instalaciones de ensamblado y pruebas de la zona 254 y retirado de su contenedor. Una grúa colocó el módulo en posición y se retiraron las cubiertas de los mecanismos de acople. El 11 de septiembre de 2020, los trabajadores instalaron una esclusa de descontaminación para poder abrir la escotilla y colocar la carga en su sitio. En el exterior se colocaron los escudos de micrometeoritos sobre los tanques y se instalaron las baterías. También se instaló en la parte trasera el anillo que lo une al cohete, traído por un Antonov. Las pruebas de encaje con el Prichal se iban a hacer antes de colocar el módulo en la cofia y trasladarlo a la zona 200 para acoplarlo al cohete Protón.
El 10 de octubre de 2020, los cosmonautas de la Expedición 65 
Oleg Novitsky y  Pyotr Dubrov realizaron la primera parte de las pruebas de equipamiento preparándose para el paso del Nauka' a ensamblaje final. Los cosmonautas inspeccionaron los sistemas y realizaron unas recomendaciones antes de darse una vuelta por el exterior para localizar los lugares donde acoplarán el equipo a la llegada del módulo. Oleg Novitsky y Pyotr Dubrov volvieron a Baikonur el 2 de noviembre 2020 para la segunda parte de las pruebas. Se abrieron las escotillas, se desplegaron las antenas y el Nauka se encendió por primera vez. El 3 de noviembre de 2020 el Nauka paso una serie de tests para asegurarse que los sistemas que lo manejan funcionarán cuando el módulo esté en vuelo libre antes de acoplarse a la estación el año siguiente. En ese momento se habían completado 306 pruebas de las 754 necesarias antes de poder transportar el módulo y prepararlo para el lanzamiento.
El 15 de enero de 2021 todas las escotillas de acople estaban instaladas y la última de las armaduras MMOD y los radiadores en el casco. En un hangar cercano los paneles solares y el Brazo Robótico Europeo pasaron las últimas pruebas antes de ser instalados a finales de junio. El 16 de enero de 2021, Roscosmos informó que el Nauka había alcanzado el 80% de completitud. Durante el mes de enero de 2021 los equipos de Baikonur instalaron todos los sistemas y probaron los tanques y propulsores a niveles de vuelo.

El 24 de febrero de 2021, Oleg Novitsky y Pyotr Dubrov probaron el software del sistema de acople automatizado. En el caso de que Nauka no sea capaz de acoplarse podrían deshabilitar el piloto automático con el TORU y controlar el módulo manualmente.
La fecha de lanzamiento había sido situada en mayo de 2021 pero debido a problemas durante las pruebas y a las restricciones del coronavirus que retrasaron el procesado y los horarios de la tripulación de la EEI, Dmitry Rogozin canceló el lanzamiento hasta mínimo el 15 de julio de 2021, resultando en una nueva fecha entre 2021 y 2022 con mejores condiciones balísticas.
El 15 de marzo de 2021, Nauka fue colocado en la cámara de vacío para comenzar las pruebas atmosféricas. Rogozin dijo que tomaría la decisión sobre el lanzamiento cuando se hubiesen completado las pruebas de vacío en abril. El 26 de marzo de 2021, la tripulación de la Expedición 65 llegó a Baikonur para las últimas pruebas de interfaz. Mientras estaban allí inspeccionaron el Nauka y la Soyuz MS-18 que estaba en la última fase de procesamiento antes de que se subiesen en abril.
El 21 de abril de 2021 en una entrevista con reporteros en Twitter Rogozin anunció que el Nauka sería lanzado en julio. Antes del lanzamiento Oleg Novitsky y Pyotr Dubrov harían un EVA para desacoplar el Pirs así como una inspección del casco de la estación. Debido al riesgo de micrometeoritos Rogozin también dijo que Nauka se desacoplaría de la estación en 2025 y se acoplaría a los NEM para formar la nueva estación espacial rusa llamada Russian Orbital Service Station (ROSS). También dijo que la EEI sería desorbitada cuando se lanzase el Segmento Orbital Axiom. Nauka completó las pruebas de vacío y la instalación de los últimos componentes. El lanzamiento estaba programado para julio de 2021 si todo iba según lo previsto.
El 2 de mayo de 2021 la programación que estaba publicada incluía el lanzamiento de la Progress MS-17 el 30 de junio para llevar equipamiento a la estación y materiales necesarios para arreglar las filtraciones del Zvezdá. Antes de acoplarse, Novitsky y Dubrov realizaron un EVA para retirar cables y equipamiento del Pirs en preparación para su desacople. Pirs sería desacoplado el 17 de julio tras el lanzamiento del Nauka el 15. Una vez acoplado el Nauka, la Progress MS-17 daría una vuelta para probar el sistema Kurs y re-acoplarse al Nauka donde permanecerá hasta el 24 de noviembre, momento en el que se desacoplará llevándose con sigo el adaptador.. Prichal será lanzado un día después para acoplarse a la estación y finalmente se realizaría un EVA previo al desacople del módulo de servicio.
El 9 de mayo de 2021, Nauka fue devuelto a la cámara de vacío para hacer pruebas de filtraciones y de los sistemas pneumáticos. Para esta prueba el módulo se llenó con helio presurizado a niveles de vuelo. Cuando se completó la prueba se instalaron los paneles solares y el brazo europeo fue acoplado al casco antes que los radiadores y la última capa de armadura MMOD. La encapsulación debería haberse realizado a finales de junio antes de llevar el cohete al hangar donde se acoplaba al cohete.
El 11 de mayo de 2021, Nauka completó todas las pruebas de vacío, incluida la de filtraciones. Los paneles solares y armadura MMOD fueron instalados sobre el casco y el brazo robótico acoplado. Los paneles solares fueron instalados después del llenado de los tanques de combustible y el circuito de refrigeración. Las cubiertas de las escotillas fueron retiradas y se instaló el adaptador para la Progress MS-17. La encapsulación estaba prevista para el final de junio de 2021.
El 13 de mayo de 2021, la Zona 200 fue modificado con una grúa especial y sistemas para proveer los combustibles y líquidos necesarios para el Nauka y el cohete. Estas mismas modificaciones se realizaron en la Zona 81 cuando se lanzaron la Mir, Zaryá, y Zvezdá.
En la mañana del 20 de mayo de 2021, el Brazo Robótico Europeo fue acoplado al casco. Se realizaron pruebas antes de dejarlo bloqueado y cubierto para el lanzamiento.
El 25 de mayo de 2021, Roscosmos realizó la revisión de preparación para el vuelo que significó que todas las pruebas se habían realizado exitosamente y que estaba listo para acoplarse al vehículo de lanzamiento. El lanzamiento estaba previsto para el 21 de julio de 2021.
El 4 de junio de 2021, los paneles solares se añadieron al módulo y se extendieron. Se realizaron pruebas en los paneles antes de plegarse. La cofia fue ensamblada y acoplada al Nauka para que el módulo fuese transportado al cohete a finales de junio de 2021 para el procesamiento final. Ese mismo día, los cosmonautas de la siguiente tripulación realizaron pruebas de interfaz antes de encapsularse el Nauka.
El 7 de junio de 2021, se terminaron los trabajos en la zona 200 antes de que el Nauka y su cohete a la plataforma 39. Para prevenir contaminación se construyó una sala limpia temporal en la plataforma y una cubierta especial para la cofia hasta el lanzamiento del vehículo.[cita requerida]
El 21 de junio de 2021, el adaptador de etapa fue acoplado al Nauka y comenzó el trabajo de desempaquetar la cofia e instalarla sobre el módulo. Durante los siguientes días se instaló la cofia y el Nauka fue cargado en un vehículo de transferencia para ser llevado a donde se acoplaría con el cohete Protón. Esta operación se realizaría el 17 de julio para un lanzamiento el día 21, una semana después.
El 22 de junio de 2021, técnicos de Khrunichev, Roscosmos, Energia, y International Launch Services (ILS) habían comenzado a cargar combustible en el cohete Protón en la zona 92. Al terminar la operación las etapas fueron enviadas al 200 para ser acoplado con el Nauka.
El 30 de junio de 2021 se detectó un problema con los sensores de guiado de la nave y Nauka fue devuelto a las instalaciones de pruebas. La parte superior de la cofia se retiró y trabajadores reemplazaron los sensores y reinstalaron el MLI. El 1 de julio de 2021 se detectaron más imperfecciones que necesitaban una revisión completa y el reemplazo de algunos sistemas.

## Lanzamiento
El 3 de julio de 2021, se volvió a acoplar la cofia y el módulo se encendió para probar los sensores de nuevo y volver a comenzar el proceso. El lanzamiento estaba previsto para el 21 de julio de 2021 y el acople para el 29 de julio de 2021. Dos días después del lanzamiento el Pirs se desacoplaría de la estación el 23 de julio a las 13:25 UTC. Entonces Nauka volará de forma autónoma durante cuatro días tras la estación mientras el Pirs, la Progress MS-16, y secciones del Atlas V que llevará a la Starliner de la misión OFT-2 de prueba se destruyen sobre el Océano Pacífico el 30 de julio de 2021. El acoplamiento tendrá lugar el 29 de julio a las 13:26 UTC y requerirá que el Nauka rote 180 grados para alinearse con el Zvezda y acoplarse a la estación.
El 9 de julio de 2021, ILS completó el montaje del cohete Protón con todas las fases cargadas de combustible y solo a falta del Nauka.
El 13 de julio de 2021, los cosmonautas rusos Oleg Novitsky y Pyotr Dubrov realizaron trabajos en el Pirs, separando el circuito hidráulico y conectando el de comunicaciones y control a través de la nave Progress, así como comprobar la unidad de acople y sus sistemas. En el proceso cerraron la escotilla del módulo que lo conecta con el Zvezda para ser finalmente desacoplado el 23 de julio de 2021. Ese mismo día Roscosmos reveló la insignia de la misión que se pintaría en la cofia del cohete. Una versión más pequeña volará en el interior enganchado a la pared con Velcro. Cuando Nauka se acople se realizará un EVA el 9 de agosto de 2021 para retirar cubiertas térmicas del ERA y el hardware lanzado con el Rassvet que incluye la esclusa de experimentos. Antes que los rusos, los estadounidenses realizaran un EVA a finales de julio o principios de agosto en el que Shane Kimbrough y Thomas Pesquet colocarán cables hacia el Zarya. Cuando el Nauka llegue la primera tarea tras el EVA será coger la esclusa y radiador e instalarlos.
Ese mismo día el Nauka se acopló al Proton-M en el complejo técnico n.º 92 y al día siguiente, el 15 de julio de 2021, se decidió sacar el cohete a la plataforma el 17 de julio de 2021.

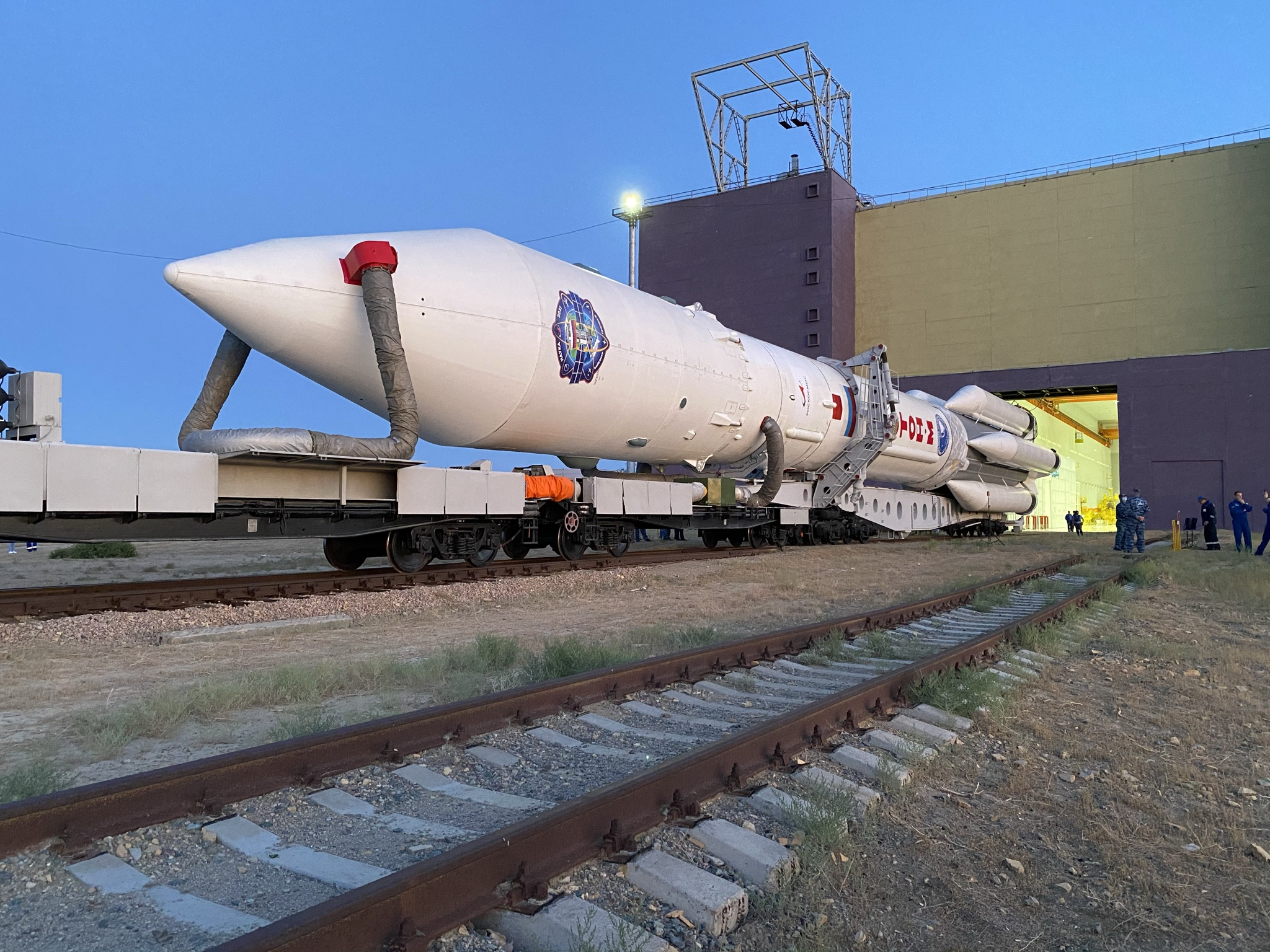
Salida del hangar del cohete Protón con el MLM-U Nauka a bordo.

En las primeras primeras horas del 17 de julio de 2021, Nauka fue cargado sobre railes y llevado horizontalmente a la plataforma. Durante los próximos días se realizaron varias pruebas previas al lanzamiento el 21 de julio de 2021 a las 14:54 UTC. El 19 se realizó un ensayo del lanzamiento para probar los sistemas. En la estación el Pirs fue cargado de basura y se cerró la escotilla por última vez. El día 20 se realizó el último ensayo encendiendo los ordenadores de a bordo para probar el secuenciador de tierra. Mientras esto estaba ocurriendo los técnicos de Roscosmos e ILS conectaron los cables umbilicales y líneas de combustible y ventiliación al cohete. Nauka fue lanzado con éxito el 21 de julio de 2021 a las 14:58:25 UTC.

## Fase de tránsito y acople

Nauka (rojo/azul) aproximándose a la EEI (verde/amarillo) mientras la etapa superior del Protón (rosa/cian) decae.

Ocurrieron varios problemas tras el lanzamiento. Algunos relacionados con la pérdida de telemetría, pero el problema principal fue con el sistema principal de propulsión, y parecía bastante serio. La maniobra de corrección de la órbita fue retrasada 24 horas. El 22 de julio de 2021, los especialistas de Control de Misión en Moscú realizaron las maniobras de corrección orbital utilizando el sistema de propulsión de respaldo. La primera maniobra ocurrió a las 15:07 UTC con un encendido de los motores durante 17,23 segundos aportando un impulso de 1 m/s. El segundo encendido, de 250.04 segundos, ocurrió a las 17:19 UTC con un impulso de 14.59 m/s. Además, se confirmó la operatividad del módulo mediante la telemetría. El 23 de julio de 2021, Nauka realizó el tercer y cuarto encendido para la aproximación. Debido a la duración y ubicaciçón en la órbita se necesitaban más encendidos para ajustar el plano orbital. Esto retrasó el desacople del Pirs durante 12 horas para realizarse el día 25. A medio día del 24 los problemas con la propulsión retrasaron el desacople del Pirs otro día para el 26 a las 10:55 UTC desorbitando a las 14:51 UTC del mismo día con éxito.
El módulo Nauka fue acoplado al puerto nadir del Zvezdá. Esa ubicación había estado ocupada por el Pirs desde el 14 de septiembre de 2001 hasta el 26 de julio de 2021, cuando fue dado de baja y desacoplado a las 10:55 UTC utilizando la Progress MS-16. Pirs fue desorbitado cuatro horas después a las 14:51 UTC.

## Problemas al poco tiempo del acople
Tras esperar a confirmar que la unión entre Nauka y la Estación era estanca Oleg Novitski y Piotr Dubrov procedieron a ir abriendo las escotillas que hay entre ambos. Pero a eso de las 18:45 los motores de maniobra del módulo se pusieron a funcionar sin que nadie les hubiera ordenado hacerlo.
Al rato los motores de Nauka se pararon, antes incluso de que desde el control de la misión en Moscú consiguieran hacerse con ellos, porque al parecer agotaron el combustible.
Una vez comprobado que habían dejado de funcionar desde Houston volvieron a poner la Estación en modo de control de actitud y entonces usaron los motores de la cápsula de carga Progress MS-17 para devolver la Estación a su actitud normal.
Se supone que este accidente ha sido por fallos en el software.

## Uso

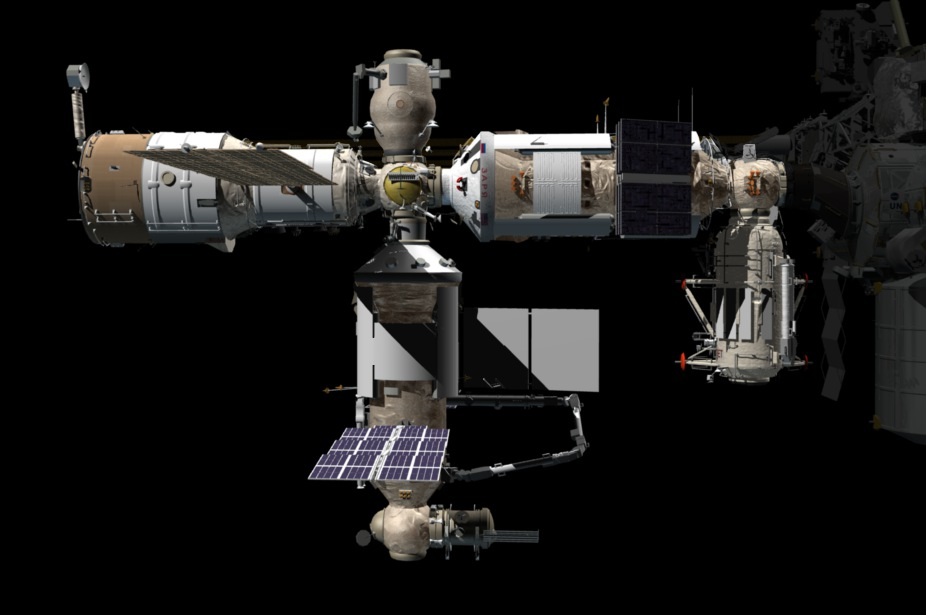
Imagen generada por ordenador del Segmento Orbital Ruso (ROS) tras el acople de Nauka en lugar del Pirs.

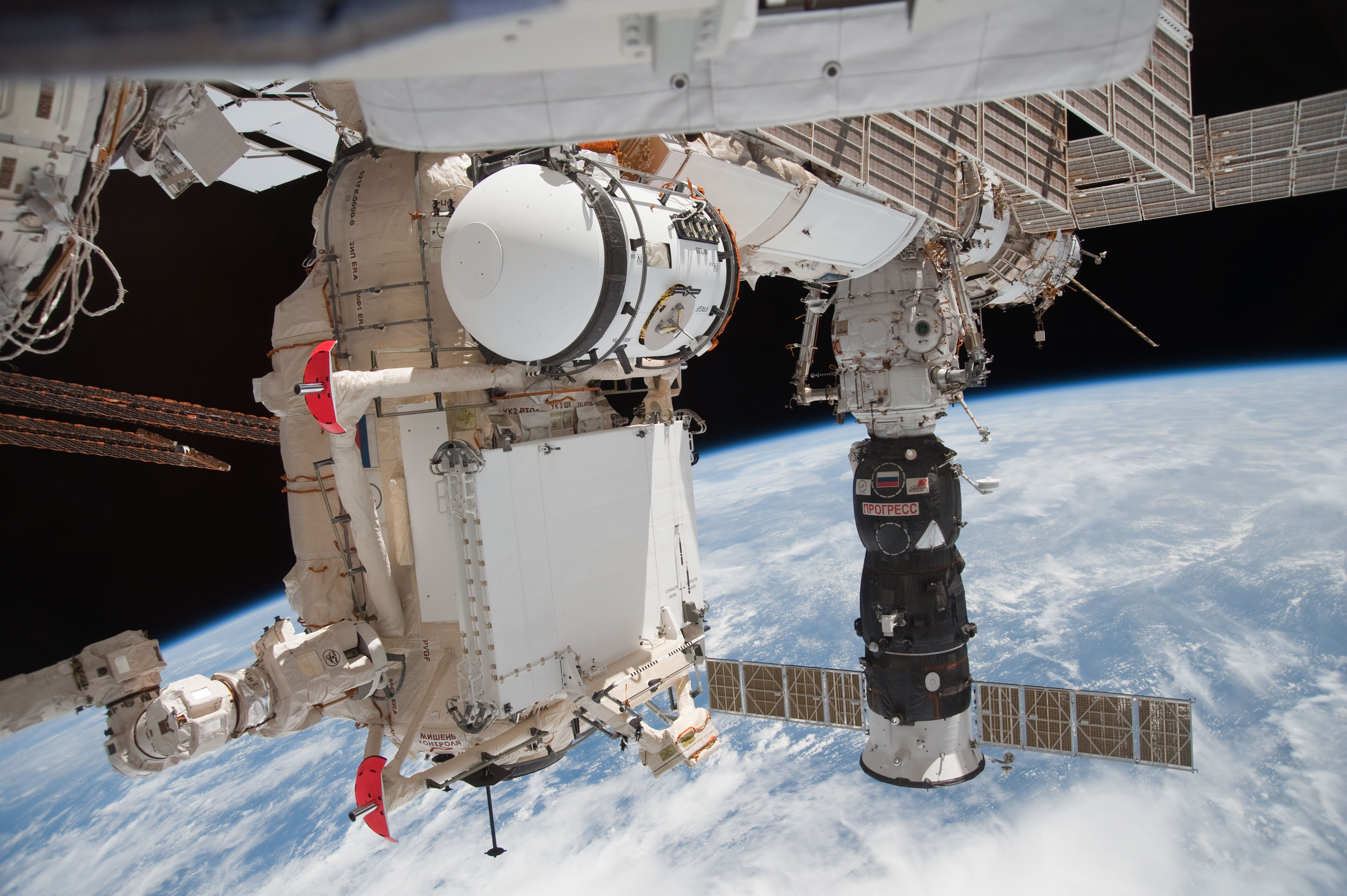
La Esclusa de Experimentos del MLM, los radiadores y el puesto de trabajo ERA del Rassvet vistos desde la cupola que serán instalados en el Nauka.

Nauka será utilizado inicialmente para experimentos, acople y carga. También servirá como área de descanso y trabajo para la tripulación. Nauka está equipado con un sistema de guiado y control completo incluidos los motores de control de actitud que puede ser utilizado como respaldo para el de la EEI. Será acoplado al puerto nadir del Zvezdá (orientado hacia a la Tierra). 1.4 toneladas métricas de equipamiento para el Nauka fueron lanzadas en 2010 junto con el Rassvet (MRM 1) en la STS-132 como parte de un acuerdo con la NASA. El equipamiento incluye una junta de repuesto para el Brazo Robótico Europeo (ERA) (lanzado con el Nauka) y un puesto de trabajo portátil ERA utilizado durante los EVAs, un intercambiador de calor, radiadores, hardware interno y una esclusa experimental para el lanzamiento de cubesats, que será colocada en un puerto frontal pasivo cercano al final del módulo. El nuevo módulo contendrá habitáculos para la tripulación con equipamiento de soporte vital y procesamiento atmosférico, una cocina y un baño.
Tras el lanzamiento, el Nauka será acoplado en un puerto del Zvezdá que ha sido ocupado por el compartimento de acople Pirs desde el 2001. El Pirs será desechado antes de la llegada del Nauka' utilizando una Progress, que será guiada automáticamente de vuelta a la atmósfera para desintegrarse en la reentrada junto con el Pirs.

### Módulo de investigación primario
Nauka será el módulo de investigación principal ruso. Durante algún tiempo, los planes de la NASA incluían un segundo módulo de investigación sobre el mismo tamaño que el Nauka pero finalmente fue cancelado. Nauka es el único Módulo de investigación ruso aparte del Rassvet (MRM 1) y el Poisk (MRM 2).

### Compartimento de Acople Temporal
Cuando esté instalado servirá como un compartimento de atraque temporal similar al antiguo Pirs. Tendrá un puerto pasivo orientado hacia la tierra que solo se utilizará para recolocaciones de las naves Soyuz MS-18 y Progress MS-17. Cuando la Progress MS-17 se desacople el 24 de noviembre de 2021 se llevará con sigo el adaptador de acoplamiento del puerto y se desintegrará sobre el Océano Pacífico. Tras esto, la nave Progress M-UM se acoplará llevando el Prichal que se mantendrá acoplado permanentemente al puerto. Finalmente, se realizará un EVA y el módulo de servicio que llevó el Prichal será desacoplado.

## Especificaciones
- Longitud: 13 m
- Diámetro: 4,11 m
- Masa: 20,3 t
- Volumen presurizado: 70 m³